# Asplundia ecuadoriensis
Asplundia ecuadoriensis är en enhjärtbladig växtart som först beskrevs av Gunnar Wilhelm Harling, och fick sitt nu gällande namn av Gunnar Wilhelm Harling. Asplundia ecuadoriensis ingår i släktet Asplundia och familjen Cyclanthaceae. Inga underarter finns listade.